# Concert per a dos violins (Martinů)
El Concert per a dos violins en re major, H.329, va ser compost per Bohuslav Martinů l'any 1950 durant el seu període a Nova York. Es va estrenar a Dallas el 14 de gener de 1951 dirigit per Walter Hendl.

## Moviments
1. Poco allegro
2. a) Moderato - Poco vivo - Temo Imo b) Allegro con brio

## Origen i context
La Segona Guerra Mundial s'havia acabat, però l'ascens comunista de 1948 va fer impossible un retorn a Praga. Això va donar lloc a aquest concert, escrit a Nova York entre maig i juny de 1950 i dedicat als germans bessons prodigi, Gerald i Wilfred Beal (The Beol Twins), que en el moment de la primera actuació a Dallas no arribaven als divuit anys. Aquest treball de tres moviments en l'estil simfònic demostra el domini segur de Martinů de la tècnica de composició a un nivell elevat i la seva particular capacitat de ressaltar els punts forts dels artistes de la comissió, en aquest cas, el seu virtuosisme.